# Desa Pegagan (administrativ by i Indonesien, lat -6,44, long 108,16)
Desa Pegagan är en administrativ by i Indonesien.   Den ligger i provinsen Jawa Barat, i den västra delen av landet, 150 km öster om huvudstaden Jakarta.